# Томас де Торкемада
Томас де Торкемада (шп. Tomás de Torquemada; Паленсија, 14. октобар 1420 — Авила, 16. септембар 1498) је био главни инквизитор за Кастиљу и Арагон у 15. веку и лични исповедник краљице Изабеле Католичке. Иронично, Томас де Торкемада, је као највећи заговорник римског католицизма (поред Инститориса) родом из јеврејске родбине.
Углавном због прогона, муслимани и јевреји у Шпанији у то време су сматрали да је друштвено, политички и економски сврсисходно да пређу у католичанство (види converso, морискоси и марани). Постојање површних преобраћеника из јудаизма (тј. крипто-јевреја) шпански монарси тог времена (краљ Фердинанд и краљица Изабела) доживљавали су као претњу верском и друштвеном животу Шпаније. То је довело до тога да је Торкемада, чији је ујак имао преобраћеничке претке, један од главних присталица декрета Алхамбре који је протерао Јевреје из Шпаније 1492. године.
Због његове широко распрострањене употребе мучења за извлачење признања и заговарања спаљивања на ломачи оних који су проглашени кривима, Торкемадино име је постало синоним за окрутност, верску нетолеранцију и фанатизам.

## Биографија

### Младост
Торкемада је рођен 14. октобра 1420. или у Ваљадолиду, у Краљевини Кастиља, или у оближњем селу Торкемада. Хроничар из 15. века Хернандо дел Пулгар, савременик де Торкемаде и сам преобраћеник, забележио је да је ујак Томаса де Торкемаде, Хуан де Торкемада, прослављени теолог и кардинал, био преобраћеничког порекла.
Торкемада је врло млад ушао у локални доминикански манастир Сан Пабло. Као ревносни заговорник црквеног правоверја, стекао је солидну репутацију учености, побожности и строгости. Као резултат тога, унапређен је у приора манастира Санта Круз у Сеговији. Отприлике у то време, упознао је младу принцезу Изабелу I, и њих двоје су одмах успоставили верски и идеолошки однос. Дуги низ година, Торкемада је служио као њен редовни исповедник и лични саветник. Он је био присутан на Изабелином крунисању 1474. године, остао је њен најближи савезник и присталица, те ју је чак саветовао да се уда за краља Фердинанда од Арагона 1469. како би консолидовала њихова краљевства и формирала базу моћи на коју би могао да се ослања за своје потребе. Торкемада је покорио Фердинандове сопствене амбиције и постао његов исповедник.

### Оснивање Светог уреда инквизиције
Торкемада се дубоко плашио Марана и Мориска као претње добробити Шпаније како због њиховог све већег верског утицаја тако и због њихове економске доминације над Шпанијом. Круна Арагона је имала доминиканске инквизиторе готово непрекидно током већег дела 14. и 15. века. Краљ Фердинанд и краљица Изабела затражили су од папе Сикста IV да одобри њихов захтев за Свети уред који би водио инквизицију у Шпанији. Папа је удовољио њиховој молби и основао Свети уред за ширење вере крајем 1478. године.
Папска була дала је суверенима пуна овлашћења да именују инквизиторе. Рим је задржао право да формално именује краљевске кандидате. Хенри Чарлс Ли је приметио да је шпанска инквизиција у Кастиљи и Арагону остала чврсто под Фердинандовом управом током целе заједничке владавине.

### Велики инквизитор
Папа је наставио да именује бројне инквизиторе за шпанска краљевства почетком 1482, укључујући Торкемаду. Годину дана касније именован је за великог инквизитора Шпаније, што је остао до своје смрти 1498. Године 1484. Торкемада се одрекао улоге краљевског исповедника у корист Дијега Дези, доминиканца који ће га на крају наследити на месту великог инквизитора. Следеће године, на генералној скупштини у Севиљи, Торкемада је прогласио двадесет осам чланова вере који ће се користити за руковођење инквизиторским истрагама.
За петнаест година под његовим руководством, шпанска инквизиција је од једног трибунала у Севиљи прерасла у мрежу од две десетине Светих уреда. Као велики инквизитор, Торкемада је реорганизовао шпанску инквизицију (првобитно са седиштем у Кастиљи 1478. године), оснивајући трибунале у Севиљи, Хаену, Кордоби, Сијудад Реалу и (касније) Сарагоси. Његово настојање је била да ослободи Шпанију сваке јереси. Шпански хроничар Себастијан де Олмедо назвао га је „чекићем јеретика, светлошћу Шпаније, спасиоцем своје земље, чашћу његовог реда“.
Уговор из Гранаде (1491), како је договорено приликом коначне предаје муслиманске државе Ал-Андалус, јасно је налагао заштиту верских права, али је то поништено нешто више од 3 месеца касније декретом Алхамбре од 31. марта 1492. Према новом декрету, око 40.000 Јевреја је протерано из Шпаније само са својим личним стварима. Отприлике 50.000 других Јевреја примило је хришћанско крштење да би остали у Шпанији. Многи од њих, које је старохришћанска већина погрдно назвала „Маранос“, тајно су чували неке од својих јеврејских традиција. Они су били међу главним метама инквизиције, али је она такође прогонила свакога ко ју је критиковао.
У Рим је послато толико петиција за помиловање да је папа постао свестан Торквемадине озбиљности и три пута је позвао представнике инквизиције у Рим. Осим тога, Изабела и Фердинанд су били забринути да се толико новца преусмерава у Свети уред да су и они протестовали код папе. Али Торкуемадина моћ га је задржала на његовом положају најмање до 1494. године.
Постоје различите процене о броју жртава шпанске инквизиције током Торкемадине владавине као великог инквизитора. Хернандо дел Пулгар, секретар краљице Изабеле, написао је да се током целе њене владавине догодило 2.000 егзекуција, које су се продужиле и након Торкемадине смрти.

### Смрт
Током његових последњих година, Торкемадино нарушено здравље „наводно“ је довело до тога да папа Александар VI именује четири помоћника инквизитора у јуну 1494. да помогну Торкемади у администрацији инквизиције. Иако се званично чинило да је ово папско именовање помоћника било због Торкемадиног 'нарушеног здравља', многи историчари верују да су бројне притужбе које су стизале папи о Торкемадиној претераној ревности и окрутности можда биле прави разлог за ово папско именовање 'помоћника инквизитора'. Са својом несмањеном вером у своју мисију, Торкемада се повукао у манастир Светог Томе Аквинског у Авили 1494. године, обично напуштајући своју ћелију само да би се бринуо за краљевску породицу, и поново живео једноставнијим животом монаха. Године 1498, док је још увек био на функцији Великог инквизитора, одржао је своју последњу генералну скупштину, на којој су формулисана нова правила како би се осигурао наставак инквизиције у Шпанији. Ова правила су покушала да сузбију неке од административних злоупотреба за које су поднете жалбе против Инквизиције. После петнаест година као шпански велики инквизитор, Торкемада је умро у манастиру 16. септембра 1498. и тамо је сахрањен. Његова гробница је опљачкана 1832. године, само две године пре него што је инквизиција коначно распуштена. Његове кости су наводно украдене и ритуално спаљене на исти начин као аутодафе.